# 石门台掌突蟾
石门台掌突蟾（学名：Leptobrachella shimentaina），一种分布于中国广东省北部英德市石门台自然保护区和韶关市罗坑自然保护区的两栖动物，隶属于角蟾科掌突蟾属。模式产地为英德市石门台自然保护区。

## 鉴别特征
石门台掌突蟾体型小，（6只）雄性吻肛长26.4～28.9毫米，（2只）雌性吻肛长30.1和30.7毫米；虹膜双色，上部铜橙色，下部为银色；鼓膜明显，鼓上线黑色；指间无蹼，雄性指侧有明显的缘膜（雌性无）；趾具微蹼，雄性侧缘膜宽，雌性侧缘膜窄；趾下纵向的棱连续，在关节处收缩；相对指长：Ⅰ=Ⅱ=Ⅳ<Ⅲ，趾长顺序：Ⅰ<Ⅱ<Ⅲ=Ⅴ<Ⅳ；背部表面粗糙且有痣粒，无较大的疣粒或瘰粒，一些痣粒形成了短的纵向皱褶；背部底色为灰棕色至黄褐色，有小的浅橙色痣粒，明显的深棕色标志散布有不规则的浅橙色色素颗粒；体侧具有许多黑点；腹面为灰粉红色，胸部和腹外侧有明显的朦胧棕色斑点；具有密集分布的小的突起的胸部和腹部结节；四肢背面具有深色横纹。